# DigitalGlobe
DigitalGlobe è un'azienda statunitense di contenuto geospaziale e immagini spaziali, e un operatore di Telerilevamento civile da remoto. Fu fondata nel 1992 a Oakland, California.
La società si è quotata alla Borsa di New York il 14 maggio 2009 vendendo 1,7 milioni di azioni di 19$ ciascuna incrementando il suo capitale a 279 milioni di dollari.
I satelliti WorldView non devono essere confusi con la società WorldView, una divisione di Paragon Space Development Corporation che offre voli per lo spazio vicino.

## Storia
WorldView Imaging Corporation è stata fondata nel gennaio 1992 a Oakland, California, in previsione del Land Remote Sensing Policy Act del 1992 (emanato nell'ottobre 1992) che ha consentito alle società private di entrare nel settore delle immagini satellitari. Il suo fondatore era il dottor Walter Scott, a cui si unì il co-fondatore e CEO Doug Gerull alla fine del 1992. Nel 1993, la società ricevette la prima licenza commerciale per il telerilevamento satellitare ad alta risoluzione rilasciata ai sensi della legge del 1992. La società è stata inizialmente finanziata con finanziamenti privati da fonti della Silicon Valley e società interessate in Nord America, Europa e Giappone. Il dottor Scott era a capo dei progetti "Brilliant Pebbles" e "Brilliant Eyes" dei Lawrence Livermore Laboratories, che facevano parte della Strategic Defense Initiative. Doug Gerull era il dirigente responsabile della divisione Mapping Sciences presso la Intergraph Corporation. La prima licenza di telerilevamento della società dal Dipartimento del Commercio degli Stati Uniti le ha permesso di costruire un satellite commerciale di telerilevamento in grado di raccogliere immagini con una risoluzione di 3 m (9,8 piedi).
Nel 1995, la società è diventata EarthWatch Incorporated, fondendo WorldView con le attività commerciali di telerilevamento di Ball Aerospace & Technologies Corp. Nel settembre 2001, EarthWatch è diventato DigitalGlobe.
Nel 2007, DigitalGlobe ha acquisito il fornitore di immagini online GlobeXplorer per estendere le sue capacità di distribuzione di immagini tramite API online e servizi web.
Nel 2011, DigitalGlobe è stata inserita nella Space Technology Hall of Fame della Space Foundation per il suo ruolo nel far avanzare i satelliti commerciali per l'imaging della Terra. Nel 2013, DigitalGlobe ha acquistato GeoEye.
Nel febbraio 2017, MDA e DigitalGlobe hanno raggiunto un accordo per l'acquisizione di DigitalGlobe da parte di MDA per 2,4 miliardi di dollari. A partire da maggio 2017, il catalogo di immagini di DigitalGlobe contiene 100 petabyte di dati e cresce di 100 terabyte ogni giorno. Il 5 ottobre 2017, Maxar Technologies cha completato l'acquisizione di DigitalGlobe.
Il 30 dicembre 2019, la società ha annunciato di aver stipulato un accordo definitivo per la vendita di MDA a un consorzio di sponsor finanziari guidato da Northern Private Capital per 1 miliardo di dollari canadesi (765 milioni di dollari). La vendita comprendeva tutte le attività canadesi di MDA, comprese stazioni di terra, prodotti satellitari radar, robotica, difesa e componenti satellitari, che rappresentano circa 1.900 dipendenti.
L'8 aprile 2020 si è conclusa ufficialmente la vendita degli asset MDA a NPC. La società canadese privata di recente costituzione fu chiamata MDA.

## Clienti
- NASA
- United States Department of Defense's National Geospatial-Intelligence Agency (NGA).
- Google Earth
- Google Maps

## Concorrenti
- GeoEye (ex Orbimage and Space Imaging), prima che si fondesse con DigitalGlobe
- Spot Image